# Danny Ward
Daniel "Danny" Ward (Wrexham, 22 de juny del 1993) és un futbolista professional gal·lès que juga com a porter al Leicester City de la Premier League i a la selecció de Gal·les. Ward també ha jugat prèviament pel Liverpool FC, el Wrexham així com haver estar cedit al Tamworth, Morecambe i l'Aberdeen FC.

## Trajectòria de clubs

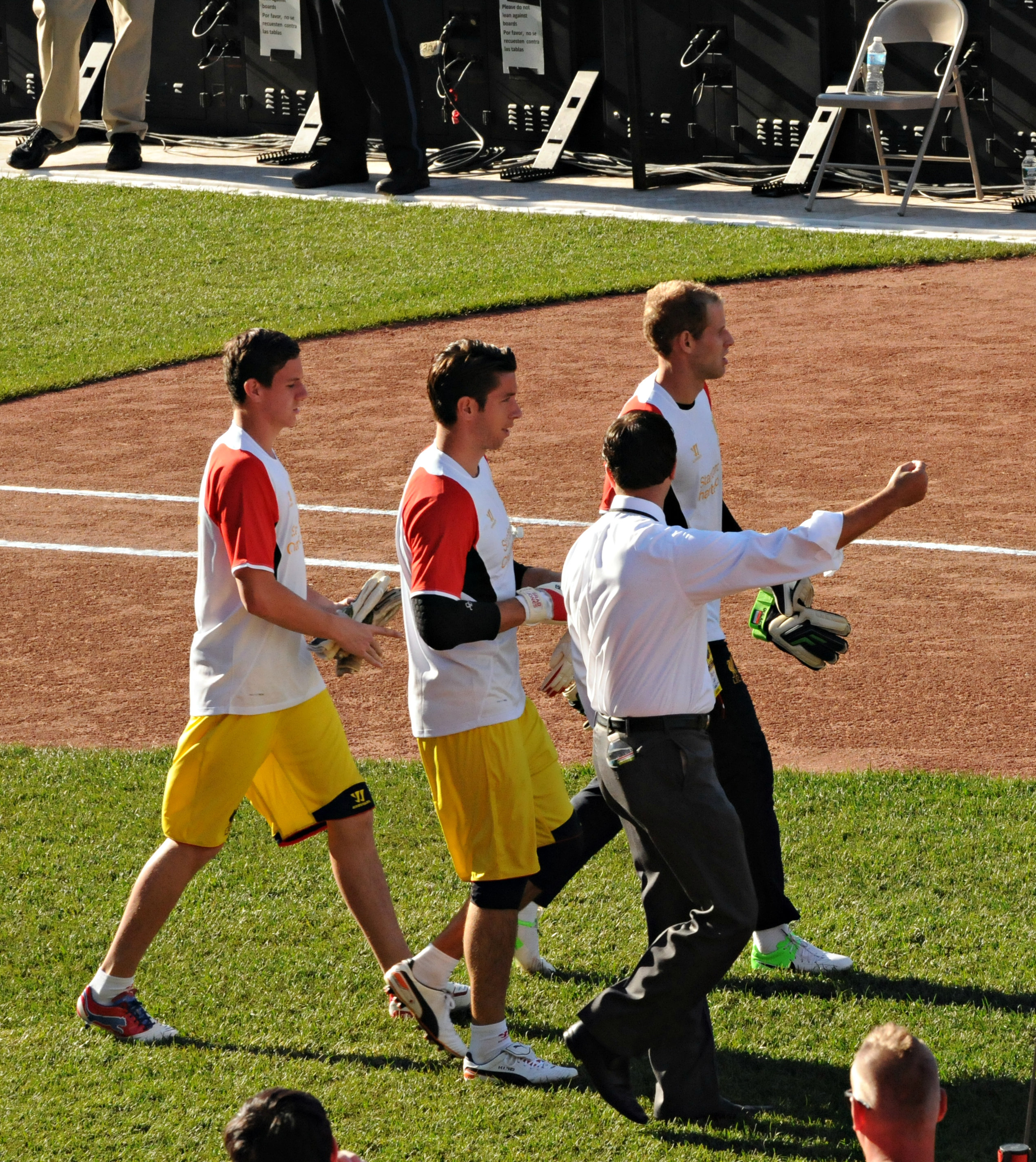
Ward amb Brad Jones i Péter Gulácsi el 2012

Ward va néixer a Wrexham. És un producte del Wrexham Academy, que va signar per a ells als 14 anys, el 2007. La temporada 2010–11, Ward va ser cedit breument en la Conference Premier pel Tamworth, fent només una aparició en un partit de lliga el 12 de març de 2011 perdent 3–2 contra el Hayes & Yeading United. Va tornar al Wrexham per la següent temporada 2011–12 i va ser ascendit al primer equip, però només es va quedar al banc en un grapat d'ocasions.